# Sphecodes niveipennis
Sphecodes niveipennis là một loài Hymenoptera trong họ Halictidae. Loài này được Meyer mô tả khoa học năm 1925.